# Caamañův ostrov
Caamañův ostrov (angl. Camano Island) je velký ostrov v zálivu Possession, který je částí Pugetova zálivu. Nachází se v okrese Island mezi Whidbeyho ostrovem, který od něj odděluje Saratožský průliv, a pevninou, od kterého ho odděluje jen úzká Davisova úžina nedaleko města Stanwood. Na ostrov se dá dostat po silnici Washington State Route 532, která úžinu překračuje mostem Marka Clarka.
Při sčítání lidu v roce 2000 žilo na ostrově 13 358 rezidentů, ale v létě populace stoupá až na 17 tisíc, kdy se místní důchodci vrací z jižnějších krajů. Rozloha ostrova se v roce 1825 po tzv. Velkém sesuvu (angl. Great Slide) zmenšila na nynějších 102,99 km². Největším jezerem ostrova je Kristofersonovo jezero.

## Etymologie
Ostrov je pojmenován po španělškém mořeplavci Jacintu Caamañovi. Charles Wilkes ho během své expedice mezi lety 1838 a 1842 nazval MacDonoughův ostrov jako poctu za výhru v bitvě o Plattsburgh při britsko-americké válce. Wilkes také pojmenoval Saratožský průliv po MacDonoughově lodi, která nesla jméno Saratoga. V roce 1847 ale nahlédl Henry Kellett do britských map a přejmenoval ostrov na Caamañův, přestože po něm Španělé pojmenovali úžinu Admiralty.